# جولييت ماي
جولييت ماي (بالإنجليزية: Juliet May)‏ هي قاضية بريطانية، ولدت في 21 مارس 1961.